# Ibrahima Cissé
Ibrahima Cissé (Liegi, 28 gennaio 1994) è un calciatore belga naturalizzato guineano, centrocampista del Dibba Al Hisn e della nazionale guineana.

## Caratteristiche tecniche
È un centrocampista difensivo.

## Statistiche

### Presenze e reti nei club
Statistiche aggiornate al 30 gennaio 2020.
| Stagione              | Squadra               | Campionato            | Campionato | Campionato | Coppe nazionali | Coppe nazionali | Coppe nazionali | Coppe continentali | Coppe continentali | Coppe continentali | Altre coppe | Altre coppe | Altre coppe | Totale | Totale |
| Stagione              | Squadra               | Comp                  | Pres       | Reti       | Comp            | Pres            | Reti            | Comp               | Pres               | Reti               | Comp        | Pres        | Reti        | Pres   | Reti   |
| --------------------- | --------------------- | --------------------- | ---------- | ---------- | --------------- | --------------- | --------------- | ------------------ | ------------------ | ------------------ | ----------- | ----------- | ----------- | ------ | ------ |
| 2012-2013             | Standard Liegi        | D1                    | 13+4       | 1          | CB              | 0               | 0               | UEL                | 1                  | 0                  | -           | -           | -           | 18     | 1      |
| 2013-2014             | Standard Liegi        | D1                    | 13+3       | 0          | CB              | 0               | 0               | UEL                | 5+3                | 0                  | -           | -           | -           | 24     | 0      |
| 2014-2015             | Malines               | D1                    | 25+4       | 0          | CB              | 3               | 0               | UEL                | 4                  | 1                  | -           | -           | -           | 36     | 1      |
| 2015-2016             | Malines               | D1                    | 14+1       | 0          | CB              | 1               | 0               |                    | -                  | -                  | -           | -           | -           | 16     | 0      |
| Totale Malines        | Totale Malines        | Totale Malines        | 44         | 0          |                 | 4               | 0               |                    | 4                  | 1                  |             | -           | -           | 52     | 1      |
| 2016-2017             | Standard Liegi        | D1                    | 17+5       | 0          | CB              | 1               | 0               | UEL                | 3                  | 1                  | SC          | 1           | 0           | 27     | 1      |
| Totale Standard Liegi | Totale Standard Liegi | Totale Standard Liegi | 55         | 1          |                 | 1               | 0               |                    | 12                 | 1                  |             | 1           | 0           | 69     | 2      |
| 2017-2018             | Fulham                | FLC                   | 6          | 0          | FACup+CdL       | 0+2             | 0               | -                  | -                  | -                  | EFL         | 1           | 0           | 9      | 0      |
| 2018-2019             | Fulham                | PL                    | 3          | 0          | FACup+CdL       | 1+1             | 0               | -                  | -                  | -                  | EFL         | 1           | 0           | 6      | 0      |
| 2019-2020             | Fulham                | FLC                   | 0          | 0          | FACup+CdL       | 0+0             | 0               | -                  | -                  | -                  | EFL         | 1           | 0           | 1      | 0      |
| Totale Fulham         | Totale Fulham         | Totale Fulham         | 9          | 0          |                 | 4               | 0               |                    | -                  | -                  |             | 3           | 0           | 16     | 0      |
| Totale carriera       | Totale carriera       | Totale carriera       | 108        | 1          |                 | 9               | 0               |                    | 16                 | 2                  |             | 4           | 0           | 137    | 3      |

### Cronologia presenze e reti in nazionale
| Cronologia completa delle presenze e delle reti in nazionale ― Guinea | Cronologia completa delle presenze e delle reti in nazionale ― Guinea | Cronologia completa delle presenze e delle reti in nazionale ― Guinea | Cronologia completa delle presenze e delle reti in nazionale ― Guinea | Cronologia completa delle presenze e delle reti in nazionale ― Guinea | Cronologia completa delle presenze e delle reti in nazionale ― Guinea | Cronologia completa delle presenze e delle reti in nazionale ― Guinea | Cronologia completa delle presenze e delle reti in nazionale ― Guinea |
| Data                                                                  | Città                                                                 | In casa                                                               | Risultato                                                             | Ospiti                                                                | Competizione                                                          | Reti                                                                  | Note                                                                  |
| --------------------------------------------------------------------- | --------------------------------------------------------------------- | --------------------------------------------------------------------- | --------------------------------------------------------------------- | --------------------------------------------------------------------- | --------------------------------------------------------------------- | --------------------------------------------------------------------- | --------------------------------------------------------------------- |
| 9-9-2018                                                              | Conakry                                                               | Guinea                                                                | 1 – 0                                                                 | Rep. Centrafricana                                                    | Qual. Coppa d'Africa 2019                                             | -                                                                     | 86’                                                                   |
| 12-10-2018                                                            | Conakry                                                               | Guinea                                                                | 2 – 0                                                                 | Ruanda                                                                | Qual. Coppa d'Africa 2019                                             | 1                                                                     | 65’                                                                   |
| 7-6-2019                                                              | Marrakech                                                             | Guinea                                                                | 0 – 1                                                                 | Gambia                                                                | Amichevole                                                            | -                                                                     | Ingresso                                                              |
| 11-6-2019                                                             | Marrakech                                                             | Benin                                                                 | 1 – 0                                                                 | Guinea                                                                | Amichevole                                                            | -                                                                     |                                                                       |
| 16-6-2019                                                             | Alessandria d'Egitto                                                  | Egitto                                                                | 3 – 1                                                                 | Guinea                                                                | Amichevole                                                            | -                                                                     | 83’                                                                   |
| 22-6-2019                                                             | Alessandria d'Egitto                                                  | Guinea                                                                | 2 – 2                                                                 | Madagascar                                                            | Coppa d'Africa 2019 - 1º Turno                                        | -                                                                     |                                                                       |
| 26-6-2019                                                             | Alessandria d'Egitto                                                  | Nigeria                                                               | 1 – 0                                                                 | Guinea                                                                | Coppa d'Africa 2019 - 1º Turno                                        | -                                                                     |                                                                       |
| 30-6-2019                                                             | Il Cairo                                                              | Burundi                                                               | 0 – 2                                                                 | Guinea                                                                | Coppa d'Africa 2019 - 1º Turno                                        | -                                                                     |                                                                       |
| 7-7-2019                                                              | Il Cairo                                                              | Algeria                                                               | 3 – 0                                                                 | Guinea                                                                | Coppa d'Africa 2019 - Ottavi di finale                                | -                                                                     | 86’                                                                   |
| 9-10-2021                                                             | Agadir                                                                | Guinea                                                                | 2 – 2                                                                 | Sudan                                                                 | Qual. Mondiali 2022                                                   | -                                                                     | 36’ 62’                                                               |
| 12-11-2021                                                            | Conakry                                                               | Guinea                                                                | 0 – 0                                                                 | Guinea-Bissau                                                         | Qual. Mondiali 2022                                                   | -                                                                     | 82’                                                                   |
| 16-11-2021                                                            | Rabat                                                                 | Marocco                                                               | 3 – 0                                                                 | Guinea                                                                | Qual. Mondiali 2022                                                   | -                                                                     | 85’                                                                   |
| 6-1-2022                                                              | Kigali                                                                | Ruanda                                                                | 0 – 2                                                                 | Guinea                                                                | Amichevole                                                            | -                                                                     |                                                                       |
| 10-1-2022                                                             | Bafoussam                                                             | Guinea                                                                | 1 – 0                                                                 | Malawi                                                                | Coppa d'Africa 2021 - 1º turno                                        | -                                                                     | 46’                                                                   |
| 14-1-2022                                                             | Bafoussam                                                             | Senegal                                                               | 0 – 0                                                                 | Guinea                                                                | Coppa d'Africa 2021 - 1º turno                                        | -                                                                     |                                                                       |
| 18-1-2022                                                             | Yaoundé                                                               | Zimbabwe                                                              | 2 – 1                                                                 | Guinea                                                                | Coppa d'Africa 2021 - 1º turno                                        | -                                                                     | 34’                                                                   |
| 24-1-2022                                                             | Bafoussam                                                             | Guinea                                                                | 0 – 1                                                                 | Gambia                                                                | Coppa d'Africa 2021 - Ottavi di finale                                | -                                                                     |                                                                       |
| 25-3-2022                                                             | Courtrai                                                              | Sudafrica                                                             | 0 – 0                                                                 | Guinea                                                                | Amichevole                                                            | -                                                                     |                                                                       |
| 5-6-2022                                                              | Il Cairo                                                              | Egitto                                                                | 1 – 0                                                                 | Guinea                                                                | Qual. Coppa d'Africa 2023                                             | -                                                                     | 80’                                                                   |
| 9-9-2023                                                              | Lilongwe                                                              | Malawi                                                                | 2 – 2                                                                 | Guinea                                                                | Qual. Coppa d'Africa 2023                                             | -                                                                     | 46’                                                                   |
| Totale                                                                |                                                                       | Presenze                                                              | 20                                                                    |                                                                       | Reti                                                                  | 1                                                                     |                                                                       |